# Finlands institut i Frankrike

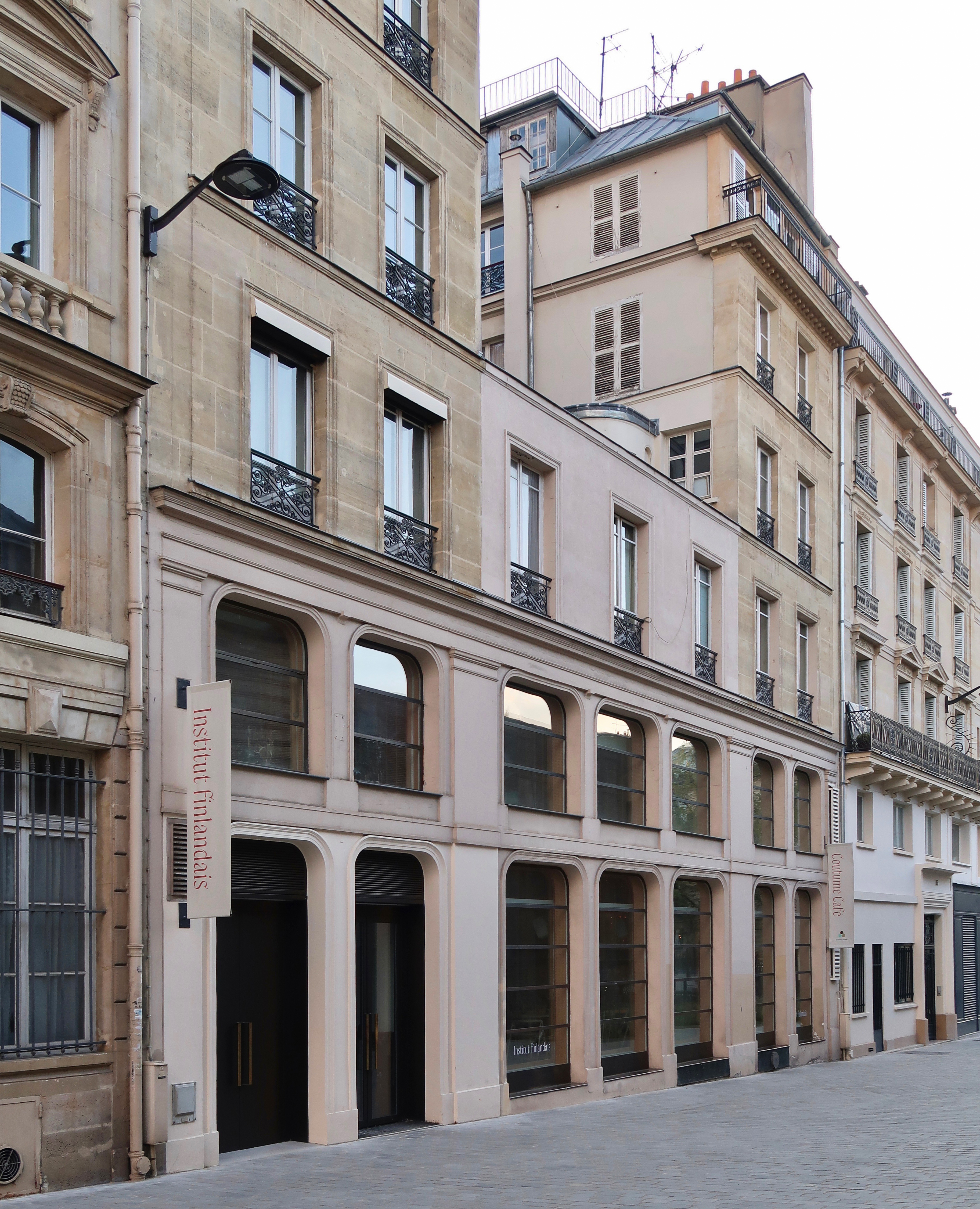
Institut finlandais

Finlands institut i Frankrike, eller Institut finlandais  är ett kulturinstitut som representerar Finland och finländsk kultur i Frankrike. Institutet öppnades 1990 på adressen 60 rue des Écoles i Paris femte arrondissement.

## Byggnaden
Den Haussmann byggnad, med anor från 1800-talet, som idag fungerar som värd för institutet var tidigare en biograf, Cinéma Cluny-Écoles. Biografen stängdes år 1985, och den finländska arkitekten Juhani Pallasmaa valdes för att implementera renoveringen av utrymmena, och förvandla dem till Finlands kulturinstitut. 
Institutets inredning och möbler valdes med syftet att representera finländsk design, och typiska material som används vid inredning i Finland. De dominerande elementen i dekorationen är trä, och de stora fönstren i salen, med en vacker utsikt över Musée de Cluny. 
Institutets utrymmen har en yta på 600 kvadratmeter, och finansieras av den finska staten. Utrymmena består av en stor multifunktionell sal för 200 personer, en biograf för 90 personer, ett seminarierum och ett bibliotek.  